# Євдокимов Віктор Федорович
Віктор Федорович Євдокимов (нар. 13 липня 1941 — 4 листопада 2022) — учений у галузі комп'ютерного моделювання задач енергетики, транспорту, спеціальних енергоємних процесів і систем. Член-кореспондент Національної академії наук України (1990), заслужений діяч науки і техніки України.

## З життєпису
Народився у с. Михайлівка Пензенської області (Росія). Закінчив Харківський політехнічний інститут.
Понад 35 років його творче життя пов'язане з Національною академією наук України. У 1965 р. він стає аспірантом Інституту кібернетики, з 1979 р. завідує відділом у Секторі електроніки і моделювання Інституту електродинаміки, з 1986 р. працює заступником директора Інституту проблем моделювання в енергетиці, а з 1988 р. — його директором.
В. Ф. Євдокимов — засновник наукової школи з математичного моделювання, автор вперше запропонованого в Україні і у світі нового наукового напряму, пов'язаного зі створенням паралельних проблемно-орієнтованих методів і засобів математичного моделювання об'єктів різної фізичної природи. Відомий фахівець у галузі комп'ютерного моделювання задач енергетики, транспорту, спеціальних енергоємних процесів і систем, В. Ф. Євдокимов зробив значний внесок у вітчизняну науку, зокрема в теорію і практику комп'ютерного моделювання широкого класу енергетичних систем з розподіленими параметрами, електронного синтезу зображень, ідентифікації динамічних об'єктів, цифрової обробки гідроакустичної інформації, у вирішення завдань інформатизації наукових досліджень в енергетиці. Під його керівництвом і за безпосередньою участю побудовано ряд моделюючих та інформаційних систем, які широко впроваджено в Україні та за її межами. В останні роки вчений здійснює наукове керівництво дослідженнями, пов'язаними зі створенням комп'ютерних систем звукобачення. Вперше отримано нові важливі наукові результати, які дають змогу створювати сучасні перспективні технології в технічній та медичній діагностиці, дослідженні морських глибин та рельєфів дна, інших галузях господарства.
Загальний науковий доробок В. Ф. Євдокимова знайшов відображення в 230 наукових публікаціях, серед яких 4 монографії, що є істотним внеском у науково-технічний потенціал держави. В. Ф. Євдокимов — талановитий організатор науки, який очолює наукову школу. Серед його учнів 4 доктори і 20 кандидатів наук. Багато сил і енергії В. Ф. Євдокимов віддає пропаганді наукових досягнень України серед наукової громадськості світу. Він є головним редактором науково-теоретичного журналу «Електронне моделювання», який перевидається в США англійською мовою, та членом редколегії науково-технічного часопису «Проблемы машиностроения» і збірника наукових праць «Системи обробки інформації».
Вчений виконує велику науково-організаційну роботу: є членом бюро Відділення фізико-технічних проблем енергетики НАН України, Національного комітету Української асоціації з автоматичного керування, ряду проблемних наукових рад. Як голова спеціалізованих учених рад із захисту дисертацій на здобуття наукових ступенів бере участь в атестації наукових кадрів вищої кваліфікації для незалежної України.